# Megaphorura arctica
Megaphorura arctica är en urinsektsart som först beskrevs av Tycho Fredrik Hugo Tullberg 1876.  Megaphorura arctica ingår i släktet Megaphorura, och familjen blekhoppstjärtar. Arten är reproducerande i Sverige.